# Palais de Charlottenlund
Le palais de Charlottenlund (danois : Charlottenlund Slot) est une ancienne résidence royale d'été située à Charlottenlund, à 10 kilomètres au nord de Copenhague, au Danemark. 

## Histoire
Le palais a été nommé en l'honneur de la princesse Charlotte-Amélie de Danemark qui fut à l'origine de sa construction. Le bâtiment fut par la suite agrandi et remanié pour Frédéric VIII au début des années 1880 par l'architecte Ferdinand Meldahl.
Entre 1935 et 2017, le bâtiment a abrité la Station biologique danoise (danois : Dansk Biologisk Station), laquelle a laissé place au Centre de recherches halieutique du Danemark (« DTU AQUA ») qui dépend de l'université technique du Danemark.
Par ailleurs, le palais est occasionnellement un espace consacré aux événements culturels.
Enfin, les jardins du Parc abritent un jardin botanique forestier qui dépend de l'Arboretum d'Hørsholm et qui fait donc partie de l'université de Copenhague.